# Ugo Legrand
Pour les articles homonymes, voir Legrand.
Ugo Legrand, né le 22 janvier 1989 à Mont-Saint-Aignan, est un judoka français  qui évoluait au niveau international dans la catégorie des moins de 73 kg (poids légers). Après avoir remporté de nombreux titres en juniors, il a notamment été sacré Champion du monde 2011 par équipe puis, en 2012, Champion d'Europe et médaillé de bronze olympique en individuel. Il annonce la fin de sa carrière de haut niveau le 8 octobre 2015.

## Biographie
Ugo Legrand commence le judo à 3 ans dans le dojo de son père, professeur au Grand-Quevilly. Sa famille proche compte ou a compté parmi elle plusieurs sportifs de haut niveau en judo, en lutte gréco-romaine — son arrière-grand-père est vice-champion du monde de lutte gréco-romaine — ou en gymnastique, ce qui le pousse tout naturellement à pratiquer lui-même intensément un sport.
Plusieurs fois champion de France parmi les juniors, il s'illustre pour la première fois au niveau international en 2006 lors des Championnats d'Europe juniors se tenant à Tallinn en Estonie. Il y décroche la médaille de bronze en moins de 66 kg. Quelque temps après, il quitte le club du Grand-Quevilly afin de rejoindre l'US Orléans. L'année suivante, il grimpe sur la deuxième marche du podium européen juniors à Prague (République tchèque). Il marque l'année 2008 de son empreinte en remportant coup sur coup les Championnats d'Europe juniors à Varsovie et les Championnats du monde juniors à Bangkok. Au sein du club orléanais, il est désormais encadré par Daniel Fernandes, ancien vice-champion du monde des moins de 73 kg. Son potentiel est alors comparé à celui de son compatriote Teddy Riner, déjà sacré au sein de l'élite planétaire, tandis que son judo est apprécié par les puristes y voyant une technique propre.
L'année 2009 le voit débarquer parmi les séniors dans une nouvelle catégorie, celle des poids mi-moyens, les moins de 73 kg, abandonnant ainsi les régimes autrefois nécessaires pour évoluer en compétition dans la catégorie de poids inférieure. Mais ses débuts dans la catégorie sont retardés par une blessure à l'épaule qui le contraint à déclarer forfait lors des Championnats de France, organisés début janvier à Paris. Il revient en bonne forme à l'occasion des Championnats d'Europe espoirs, à Antalya en Turquie, où il remporte un troisième titre international de rang dans les catégories d'âge inférieur. En vertu notamment d'une cinquième place au Tournoi de Paris, Ugo Legrand est préféré à Darbelet pour la place de titulaire dans l'optique des prochains Championnats d'Europe de Vienne. Il y enlève la médaille de bronze pour sa première cape internationale en équipe de France. Seul le Hongrois Attila Ungvári le bat, mais il parvient à s'extraire des repêchages (en éliminant notamment le Géorgien Zaza Kedelashvili, triple champion d'Europe) et gagner le match de la troisième place contre le Britannique Daniel Williams. Plus tard, il se pare de la médaille d'argent lors de la compétition par équipes.
Aux Championnats de France 2010, organisés en janvier à Montbéliard, il subit la loi du leader national de la catégorie des moins de 73 kg, Benjamin Darbelet, ce dès le premier tour.
En fin d'année, il est sélectionné pour les Championnats du monde aux côtés de Benjamin Darbelet, la fédération internationale autorisant désormais deux judokas par délégation et par catégorie. A Tokyo, il parvient en finale de tableau, la dernière porte avant les demi-finales, et face au tenant du titre, le Sud-coréen Wang Ki-chun, est proche de passer ce tour mais subit un ippon à trente secondes du terme.
Un an plus tard, lors des Championnats du monde 2011 se tenant à Paris, il prend sa revanche sur Wang en lui infligeant un ippon après 15 secondes de combat. Battu par décision arbitrale après huit minutes de combat en demi-finale par le Néerlandais Dex Elmont, il remporte la médaille de bronze au prix d'une victoire finale contre le Kazakh Rinat Ibragimov.
Il remporte le 30 juillet 2012 une médaille de bronze lors des Jeux olympiques d'été de 2012 dans la catégorie des moins de 73 kg.
Aux championnats du monde 2013 à Rio (Brésil), il est battu en finale par le Japonais Shohei Ono.
À noter qu'Ugo Legrand soutient la Fondation du Sport : il a pris part au programme Bien Manger, C'est Bien Joué!, programme lancé en 2005 par la Fondation du Sport. Ugo Legrand a participé à la réalisation de vidéos adressées aux jeunes sportifs pour leur apprendre les bases d'une alimentation adaptée à l'effort physique. Ce programme de la Fondation du Sport sensibilise également les enfants à l'importance de l'activité physique.

## Palmarès

### Palmarès international
| Année | Compétition                   | Lieu           | Résultat | Catégorie      |
| ----- | ----------------------------- | -------------- | -------- | -------------- |
| 2005  | Championnats d'Europe cadets  | Salzbourg      | 3e       | Moins de 66 kg |
| 2006  | Championnats d'Europe juniors | Tallinn        | 3e       | Moins de 66 kg |
| 2007  | Championnats d'Europe juniors | Prague         | 2e       | Moins de 66 kg |
| 2008  | Championnats d'Europe juniors | Varsovie       | 1er      | Moins de 66 kg |
| 2008  | Championnats du monde juniors | Bangkok        | 1er      | Moins de 66 kg |
| 2009  | Championnats d'Europe espoirs | Antalya        | 1er      | Moins de 73 kg |
| 2010  | Championnats d'Europe         | Vienne         | 3e       | Moins de 73 kg |
| 2010  | Championnats du monde         | Tokyo          | 7e       | Moins de 73 kg |
| 2011  | Championnats du monde         | Paris          | 3e       | Moins de 73 kg |
| 2012  | Championnats d'Europe         | Tcheliabinsk   | 1er      | Moins de 73 kg |
| 2012  | Jeux olympiques               | Londres        | 3e       | Moins de 73 kg |
| 2013  | Championnats du monde         | Rio de Janeiro | 2e       | Moins de 73 kg |
| 2014  | Championnats d'Europe         | Montpellier    | 2e       | Moins de 73 kg |

### Par équipes
Championnats du monde
- Médaillé d'or aux Championnats du monde 2011 à Paris (France).

Championnats d'Europe
- Médaillé d'argent aux Championnats d'Europe 2011 à Istanbul (Turquie).
- Médaillé d'argent aux Championnats d'Europe 2010 à Vienne (Autriche).

Championnat de France
- Médaillé de bronze aux championnats de France 1ère Division 2014 à La Roche-sur-Yon (France).
- Médaillé de bronze aux championnats de France 1ère Division 2013 à Villebon-sur-Yvette (France).
- Médaillé d'or aux championnats de France 2ère Division 2013 à Paris (France).
- Médaillé d'argent aux championnats de France 1ère Division 2008 à Paris (France).
- Médaillé d'argent aux championnats de France 1ère Division 2007 à Laval (France).

### Circuit IJF
Grand Chelem
- 1 podium au Tournoi de Paris : 3e en 2011.

Championnats de France individuels
- 2e en 2010 et 2011 en moins de 73 kg.

## Distinction
- Chevalier de l'ordre national du Mérite (2013)[12]